# Opus monspeliensis

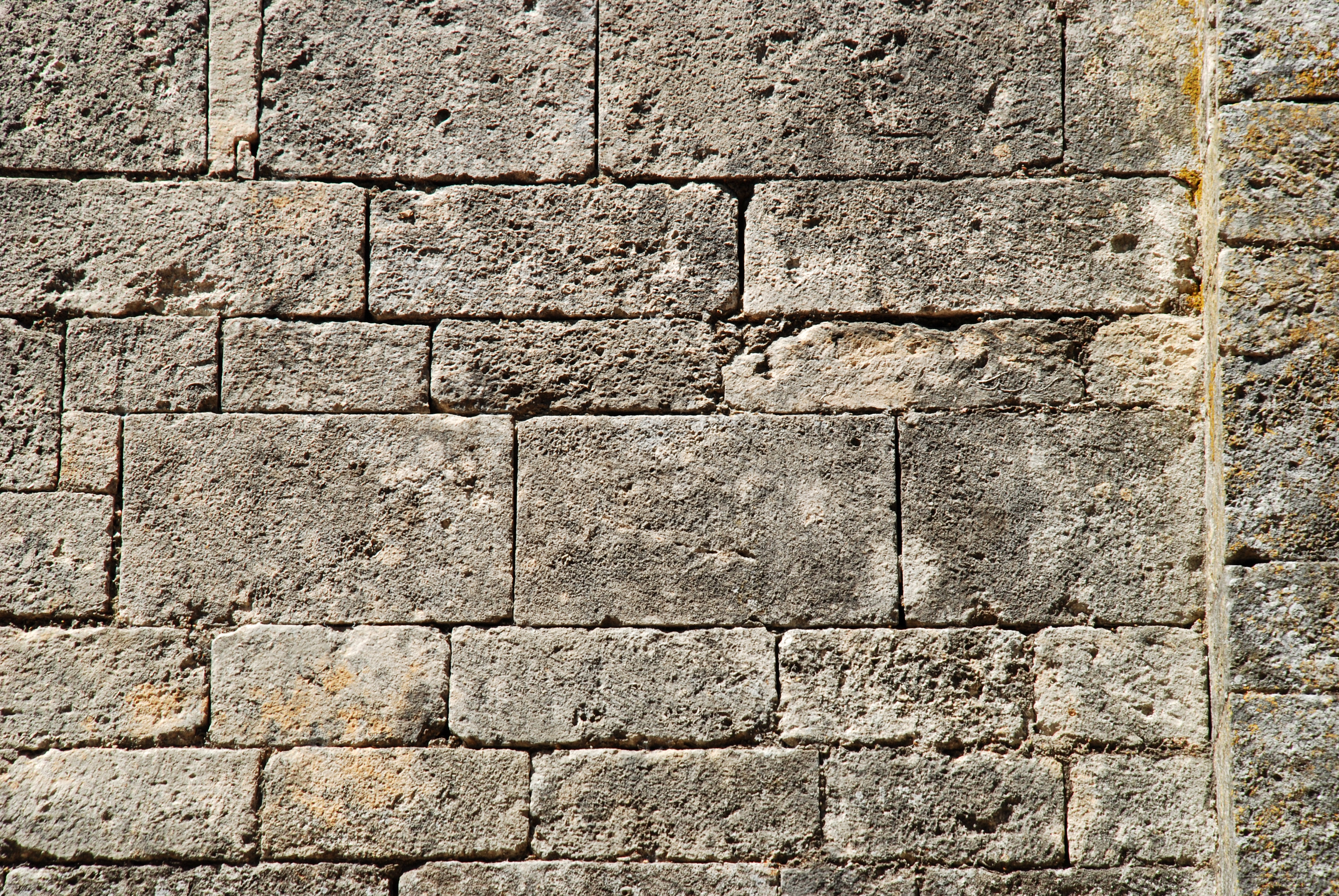
Façade méridionale de la chapelle Notre-Dame-de-la-Pitié de Beaulieu (Hérault).

L'opus monspeliensis ou appareil alterné de Montpellier est un appareil de construction de murs qui est principalement utilisé à l'époque romane dans la région géographique située autour de la ville de Montpellier (Hérault).

## Définition
L'opus monspeliensis (également appelé opus monspelliensis ou opus monspeliensium) est un appareil alternant des assises de pierres de taille minces et hautes, posées alternativement à plat et sur champ,,.

## Étymologie
Cet appareil tire son nom de celui de Montpellier (Monspessulus en 1119, Monspessulanus en 1160 et Monspelier en 1200) car il est principalement utilisé à l'époque romane dans la région située autour de cette ville.

## Édifices représentatifs
(Liste non exhaustive classée par périodes croissantes de réalisations).
On retrouve ce type de parement sur des édifices romans dans les départements de l'Hérault mais également du Gard :
Hérault
- IXe siècle :
  - Église Saint-Étienne de Villeneuve-lès-Maguelone (façades)[7].
- XIe siècle :
  - [1031] Église Saint-Jean-Baptiste de Murviel-lès-Montpellier (chevet) ;
  - [1082] Église Notre-Dame-d'Aix de Balaruc-les-Bains (chevet)[3] ;
  - [1090] Église Saint-Étienne de Saussines (chevet et façade occidentale)[8] ;
  - [1099] Église Sainte-Agathe de Valergues (chevet)[9] ;
  - Église de l'Exaltation-de-la-Sainte-Croix de Sainte-Croix-de-Quintillargues (chevet et façade méridionale)[10] ;
  - Église Saint-Étienne de Castries[11] ;
  - Église Saint-Nazaire-et-Saint-Celse de Saint-Nazaire-de-Pézan (mur nord)[12] ;
  - Église Saint-Vincent de Saint-Vincent-de-Barbeyrargues (chevet)[13].
- XIIe siècle :
  - [1111] Église Saint-Michel de Guzargues (chevet) ;
  - [1114] Église Saint-Laurent de Lattes (chevet et façade occidentale)[14] ;
  - [1129] Église Saint-Martial d'Assas (chevet) ;
  - Chapelle Notre-Dame-de-la-Pitié de Beaulieu (chevet et façade occidentale) ;
  - Chapelle Saint-Hippolyte de Loupian (façade occidentale) ;
  - Église Saint-Jean-Baptiste de Castelnau-le-Lez (chevet, façades et intérieur) ;
  - Église Sainte-Marie-Madeleine de Nézignan-l'Évêque (chevet) ;
  - Église Saint-Martin de Campagne.

Gard
- IXe siècle :
  - [817]  Église Saint-Baudile de Tornac (chevet).
- XIIe siècle :
  - Ancienne église Saint-André de Souvignargues (chevet et façade occidentale).

## Galerie

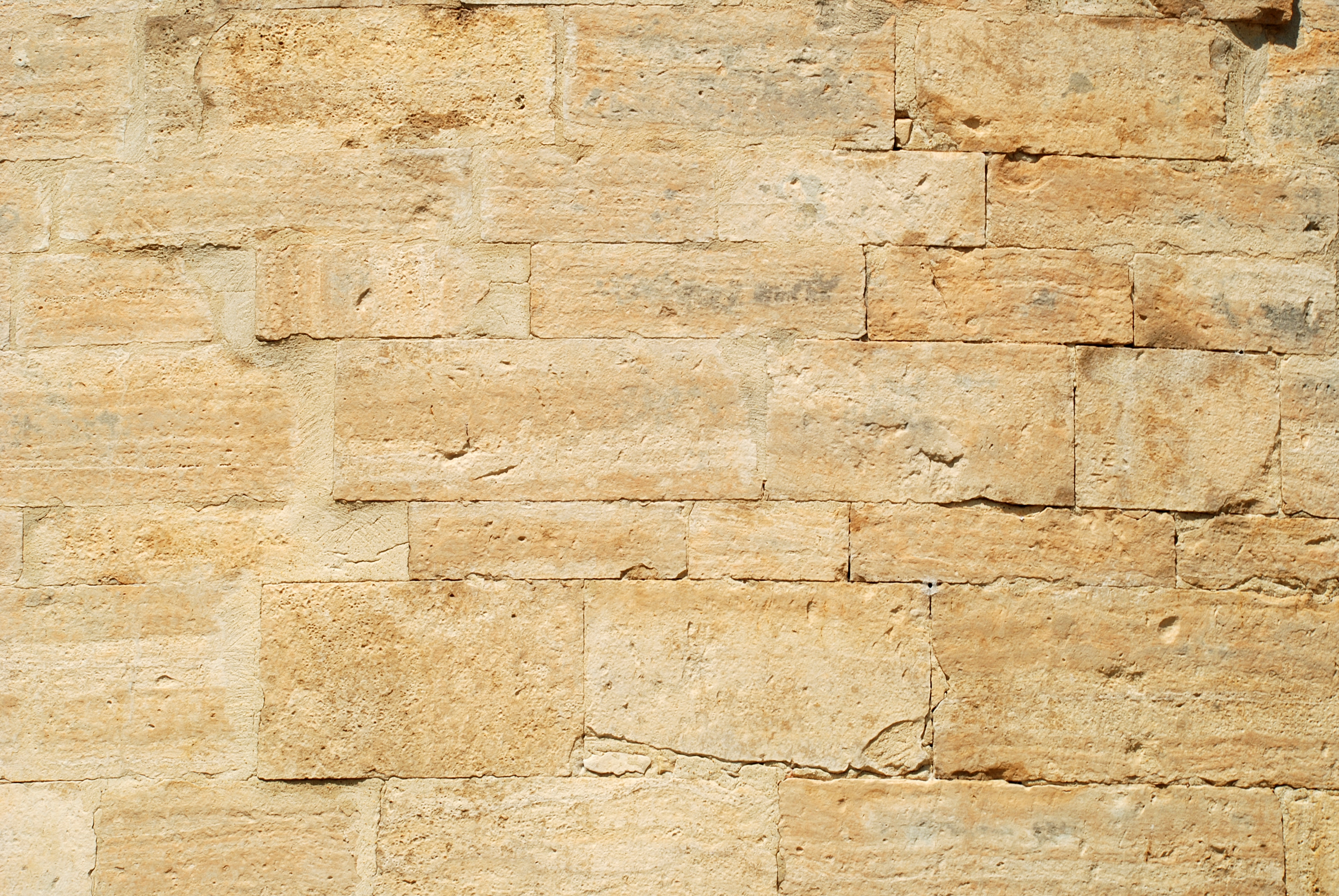
Chevet de l'église Saint-Michel de Guzargues (Hérault).
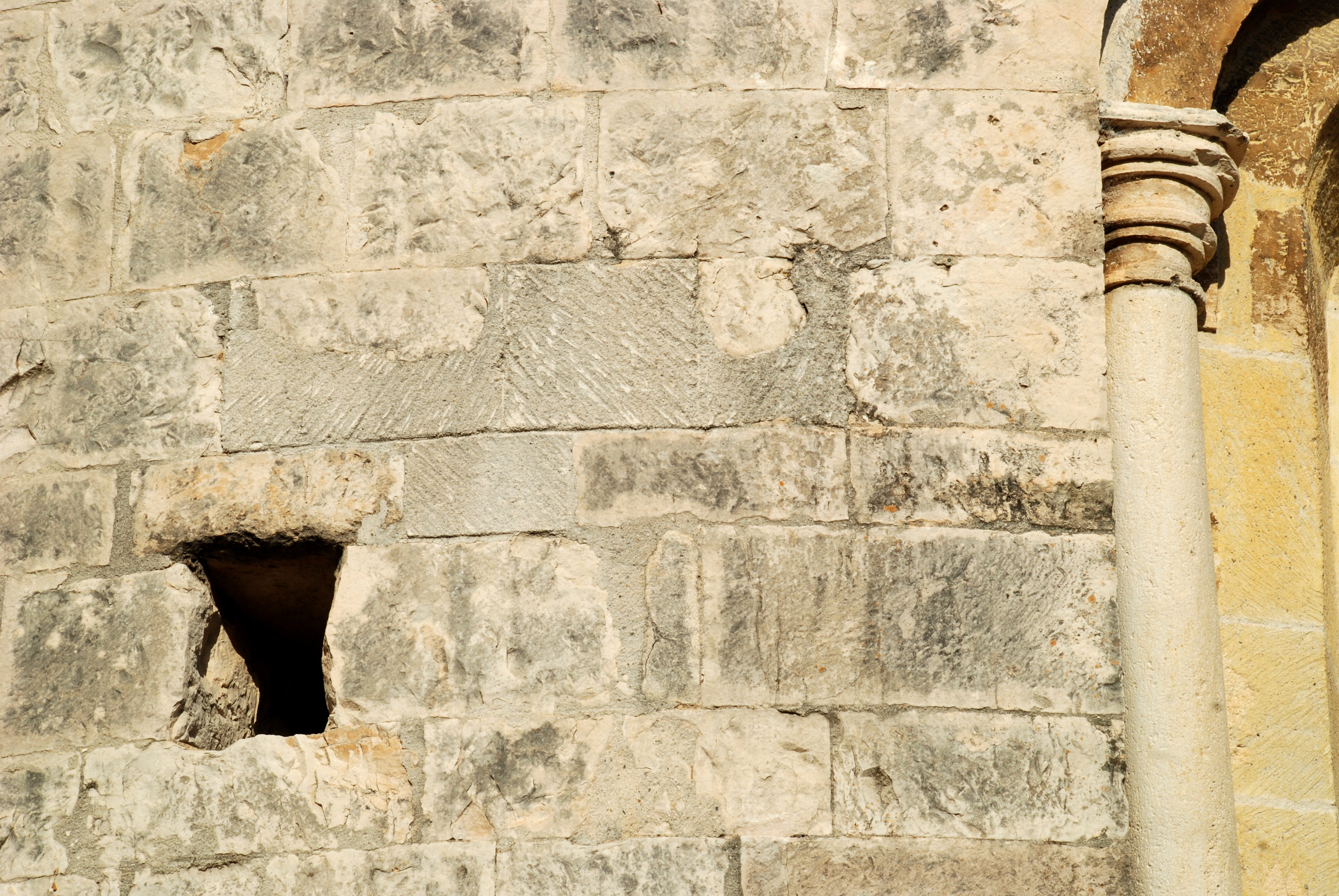
Chevet de l'église Saint-Martin de Campagne (Hérault).
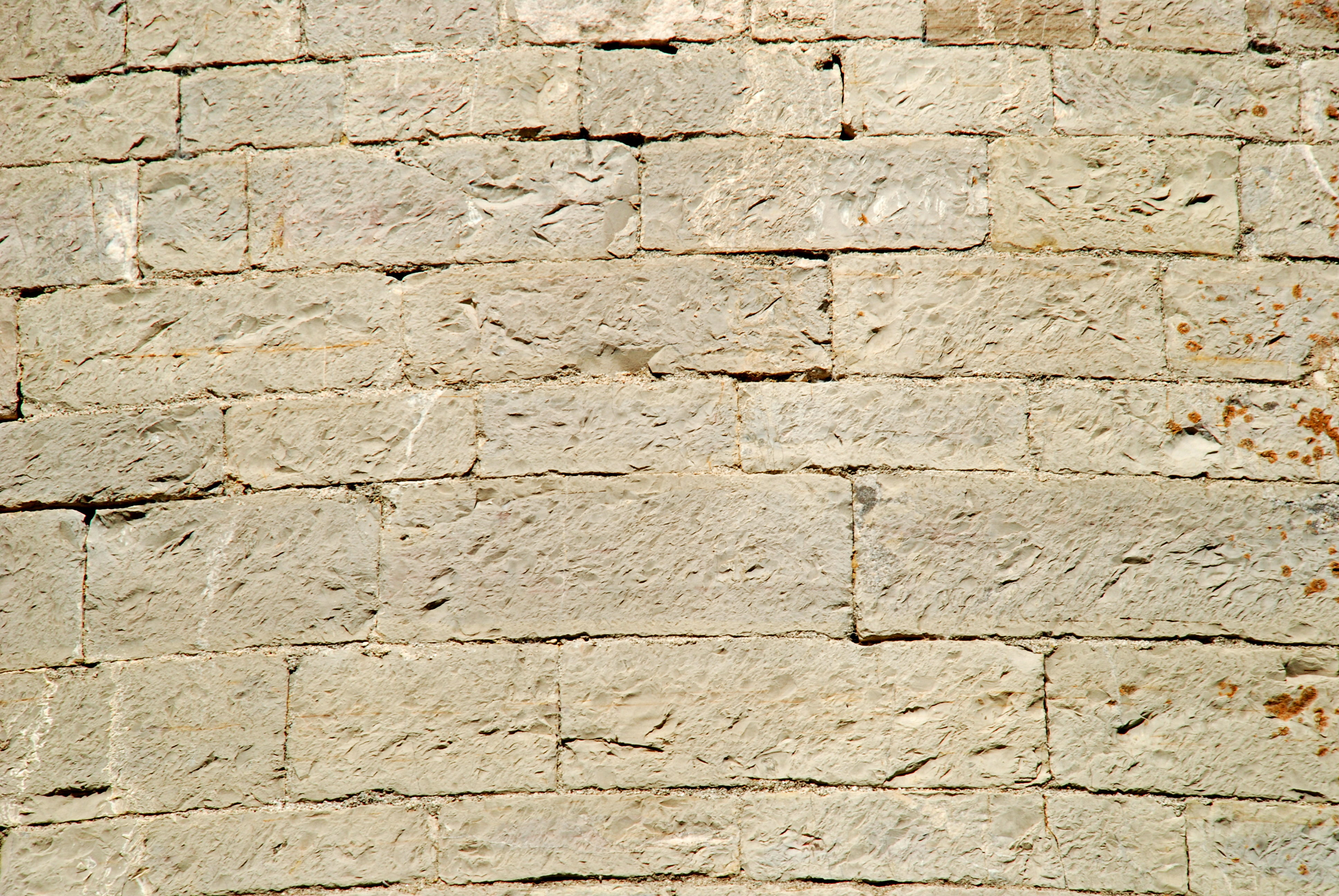
Chevet de l'église Saint-Baudile de Tornac (Gard).
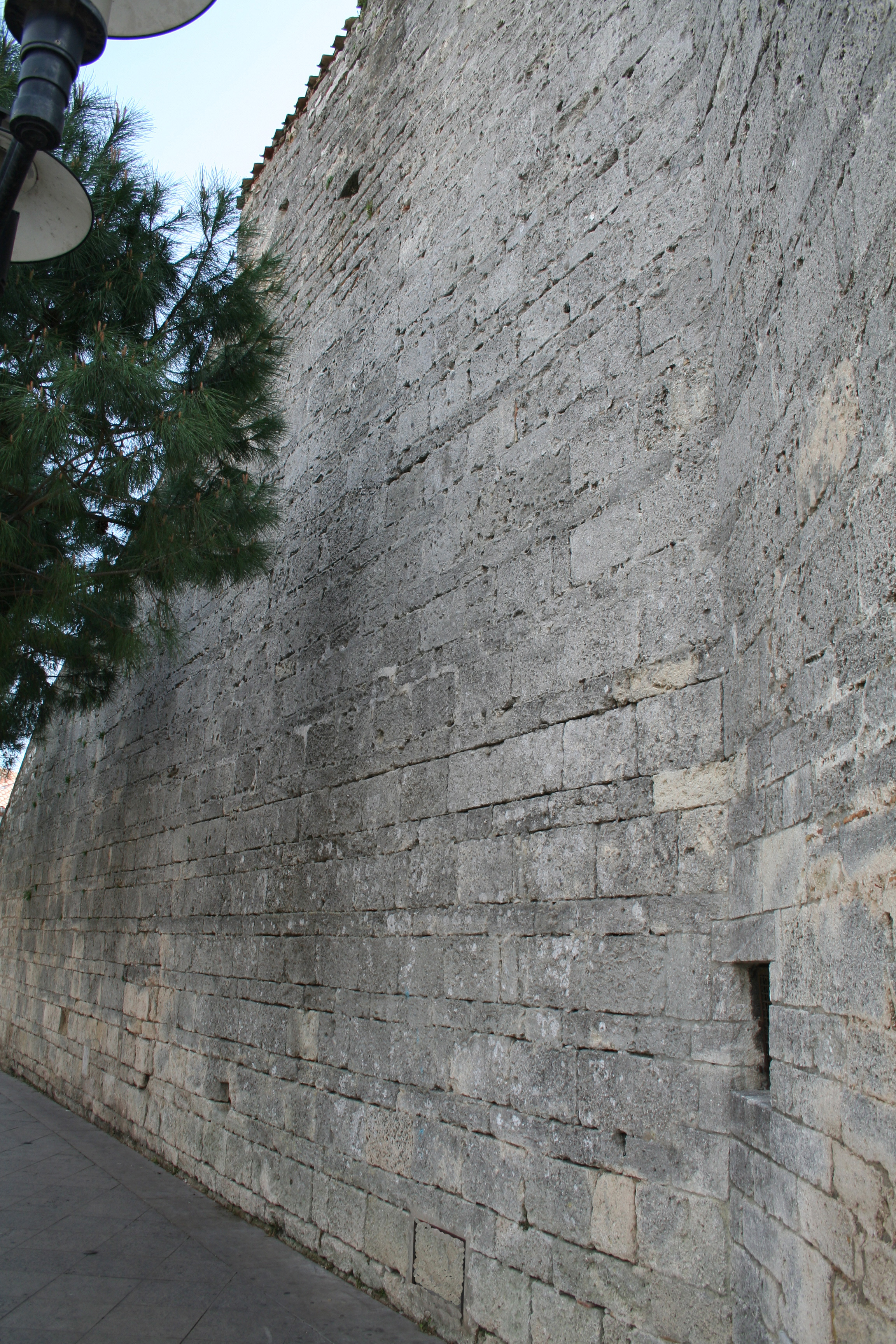
Rempart de Frontignan (Hérault).
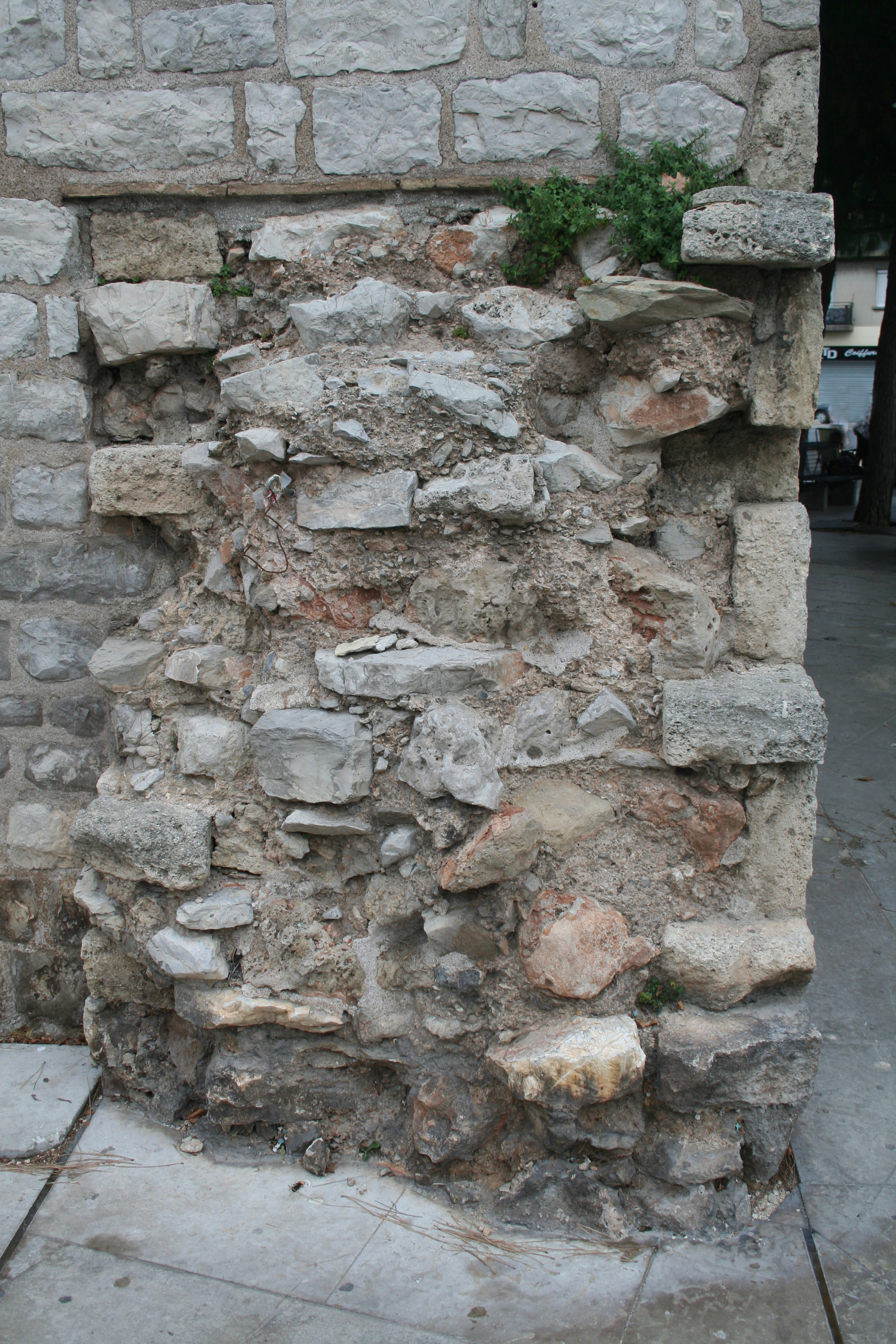
Coupe du rempart de Frontignan (Hérault).